# Hajdučki gradovi
Hajdučki gradovi (mađ. hajdúváros) povijesno označuju gradove na sjeveroistoku Mađarske koji su imali svoju samoupravu. Ovi su gradovi bili posebni po tome što su im stanovnici bili vojno osoblje, hajduci. U užem smislu, to se odnosi na sva naselja u Hajdúságu: Nenaš, Hajdúdorog, Hajdúböszörmény, Hajdúhadház, Hajdúszoboszló, Vámospércs, tijekom vremena i Polgár.

## Povijest
Izvorni su nositelji povlastica bila 9254 slobodnih hajduka, kojima je plemenitaški status dao sedmogradski knez Stjepan Bočkaj f12. prosinca 1605. (Krupina). Ugarski zakoni ni drugi sedmogradski knez pod čiju su vlast došli ovi ljudi nisu priznali njihova plemenitaška prava, ali ostale su im sloboštine slične onima koje imaju Jasi i Kumani.

## Gradski statuti
- 1791.  Hajdonicalium Oppidorum Statuta et vigentes consuetudines circa empptiones et venditiones jurium possessionariorum introduitae
- Statuta et municipales consuetudines Districtus Oppidorum Hajdonicalium in foriseorum judiciariis observari solitae

## Vanjske poveznice
- Hajduszoboslo
- Szoboszló Képeskönyve